# HD 2638 b
HD 2638 b هو كوكب خارج المجموعة الشمسية مؤكد يقع على بعد 175.2 سنة ضوئية (53.7 فرسخ فلكي) تقريباً في كوكبة قيطس حول النجم HD 2638.
كوكب HD 2638 b مشتري حار نموذجي يدور حول نجمه في مدار قريب جداً يقدر بنحو 0.044 وحدة فلكية خلال حوالي ثلاثة أيام ونصف. اكتشف الكوكب في عام 2005 من قبل فريق جنيف للبحث عن الكواكب خارج المجموعة الشمسية باستخدام طريقة السرعة الشعاعية.